# Malinda Cramer
Malinda Elliott, coniugata Cramer (Greensboro, 12 febbraio 1844 – San Francisco, 2 agosto 1906), è stata la fondatrice della Chiesa di Scienza Divina, una guaritrice e una delle maggiori esponenti del movimento del New Thought.

## Biografia
Malinda Elliott nasce nel 1844 a Greensboro, nell'Indiana. All'età di 26 anni si trasferisce a San Francisco, in California, dietro consiglio del medico, nella speranza di alleviare attraverso il cambiamento di clima un problema di salute cronico che la affliggeva da tempo. A San Francisco conosce il fotografo Charles Lake Cramer, con cui si sposa nel 1872.
Gli anni passano, ma nonostante il cambiamento di clima, le sue condizioni di salute non mostrano segni di miglioramento fino a che, nel 1885, Malinda sperimenta, mentre è impegnata a meditare e pregare, quella che avrebbe in seguito chiamato "una rivelazione divina". Malinda Cramer guarisce miracolosamente e nel 1887 inizia a frequentare le lezioni di Emma Curtis Hopkins e a praticare come guaritrice. Lo stesso anno inizia la pubblicazione del mensile "Harmony" e l'anno successivo fonda a San Francisco l'Home College of Divine Science. Il termine "scienza divina" tuttavia non fu coniato dalla Cramer, ma era stato utilizzato già in precedenza da Mary Baker Eddy, fondatrice della Chiesa scientista. Nel 1892 fonda l'International Divine Science Association e nel 1893 viene aperto il secondo Divine Science College a Oakland, in California. 
La Cramer in questi anni viaggia intensamente per tutti gli Stati Uniti, predicando e offrendo i suoi servizi di guaritrice. È durante uno di questi viaggi che viene in contatto con Nona L. Brooks e le sue due sorelle. Le sorelle Brooks in quel periodo predicavano a Denver, Colorado, ma il loro pensiero non aveva ancora un nome ufficiale: Nona L. Brooks si rende conto che le sue idee coincidevano con quelle della Scienza divina della Cramer e dalla stessa Cramer viene ordinata ministro del culto della Chiesa di Scienza Divina. La Brooks fonderà quindi una chiesa a Denver, la First Divine Science Church of Denver, la quale diventerà la chiesa madre del movimento.
Malinda Cramer muore il 2 agosto 1906 in seguito ai danni riportati a causa del grande terremoto che colpì San Francisco, quell'anno.

## Opere di Malinda Cramer
Malinda Cramer è stata autrice di numerosi scritti, tra i quali spiccano i seguenti:
- "Divine Science and Healing", pubblicato per la prima volta nel 1890 e poi rivisto nel 1902 e nel 1905. Nel 1957 quest'opera è stata riproposta in una nuova edizione con il titolo "Divine Science: its principle and practice", a cura di Fannie B.James, ed è oggi considerata il testo base della Chiesa di Scienza Divina.
- "Hidden Harmony"
- Basic Statements and Health Treatment of Truth: A System of Instruction in Divine Science and Its Application in Healing and for Class Training, Home and Private Use